# Žitni molj
Žitni ali koruzni molj (znanstveno ime Nemapogon granella)  je nočni metulj iz družine pravih moljev (Tineidae), znan kot škodljivec, čigar gosenice se prehranjujejo s spravljenim zrnjem v človekovih bivališčih. Izviral naj bi z območja Palearktike, zdaj pa je razširjen v hladnejših predelih po vsem svetu, tako v divjini kot v bližini človeka (sinantropno).
Podobno kot pri drugih vrstah moljev so problematične gosenice, ki se prehranjujejo z organskimi snovmi, odrasle živali pa imajo zakrnel rilček. Imajo črno-belo lisasta krila, obrobljena z resicami, prek katerih merijo dober centimeter (8–16 mm). Gosenice so belkaste barve z običajno temnejšo glavo, dolge do 11 mm.
Odrasla samica v svojem življenju običajno izleže 50 do 200 jajčec. Letno se izmenjata dve generaciji, pri čemer je trajanje razvoja močno odvisno od temperature okolja. Gosenice se prehranjujejo s suhim zrnjem žit in soje, česnovimi stroki, posušenim sadjem in gobami, razpadajočim lesom ipd., pa tudi s plutovinastimi zamaški v vinskih kleteh.